# Isla Guasayeye
Isla Guasayeye är en ö i Mexiko. Den ligger i bukten Bahía San Ignacio och hör till kommunen Guasave i delstaten Sinaloa, i den västra delen av landet. Arean är 0,60 kvadratkilometer.